# Ilūkstes NSS
Az Ilūkstes NSS egy lett labdarúgócsapat melynek székhelye Ilūkste városában található. Jelenleg a lett élvonalban szerepel. 
Hazai mérkőzéseiket a 300 fő befogadására alkalmas Vārpa-ban játsszák.

## Történelem
A klubot 1988-ban alapították Zemgale Ilūkste néven. A megalakulásuk óta eltelt időszakban a másodosztályban, a harmadosztályban illetve területi bajnokságokban szerepeltek. 2012-ben második helyen végeztek a lett másodosztályban és feljutottak az első osztályba.

## Sikerei
1. liga
2. hely (1): 2012

## Külső hivatkozások
- Adatlapja az uefa.com-on (angolul)
- Legutóbbi eredményei a soccerway.com-on (angolul)